# Марк Кальпурній Бібул
Марк Кальпурній Бібул (лат. Marcus Calpurnius Bibulus; 102 — 48 року до н. е.) — політичний, державний та військовий діяч Римської республіки, консул 59 року до н. е., прихильник оптиматів.

## Життєпис
Походив з впливового плебейського роду Кальпурніїв. Син Гая Кальпурнія.
У 65 році до н. е. був курульним еділом, а у 62 році до н. е. — претором. Під час цієї каденції знищив прихильників Луція Сергія Катіліни в області пелігнів. У 61 році до н. е. як пропреторство отримав провінцію Ближня Іспанія.
У 59 році до н. е. його обрано консулом разом з Гаєм Юлієм Цезарем. За підтримки народних трибунів спробував перешкодити прийняттю аграрного закону Цезаря, але виявився безсилим проти тріумвірату Гая Цезаря, Гнея Помпея та Марка Ліцинія Красса. Зважаючи на це Бібул до кінця року замкнувся у своєму будинку і лише в едиктах оголошував про те, що спостерігає знамення. Це робило закони Цезаря формально недійсними. За це жартома рік консульства стали звати «Роком Цезаря та Юлія».
Наприкінці 50—х років до н. е. Бібул став прихильником Помпея, зокрема у 52 році до н. е. пропонував сенату зробити Помпея консулом без колеги. У 51—50 роках до н. е. Бібула призначено проконсулом Сирії. На цій посаді боровся з парфянами, але не мав визначних успіхів.
З початком громадянської війни приєднався до Помпея, який доручив Бібулу флот в Адріатичному морі. Він мав не допустити переправи Цезаря до Греції. Але Марк Кальпурній Бібул несподівано захворів й незабаром помер.

## Родина
1. Дружина (ім'я невідоме).
Діти:
- Гай Кальпурній Бібул
- Кальпурній Бібул
- Луцій Кальпурній Бібул

2. Дружина — Порція, донька Марка Порція Катона Молодшого
Діти:
- Гай Кальпурній Бібул
- Кальпурнія.